# 涑水记闻
《涑水记闻》，又稱作《司马温公记闻》、《司馬光紀聞》、《溫公紀聞》，是北宋史学家司马光所著的史料笔记，共16卷。

## 历史
司马光本欲在《资治通鉴》之後编撰一本本朝的历史书《资治通鉴续编》，是以平日留心时事逸闻，一一记录所成。书中记录了从北宋太祖朝到神宗朝的政事琐闻，文笔言简意赅，道听途说者都注明出处。講述故事較多的有蘇兗、始平、郭帥、伯淳、楊樂道，以及藍元震等人。元祐初，修《神宗實錄》，多取此書。陳振孫《書錄解題》稱：“此書行世久矣，其間記呂文靖數事，呂氏子孫頗以為諱，蓋常辨之為非溫公全書。而公之曾孫侍郎伋遂從而實之，上章乞毀版，識者以為譏。”